# Јапански носач авиона Акаги
Акаги (јап.: 赤城, у преводу „црвени дворац“, вулкан у јапанској регији Канто) био је носач авиона који је служио у јапанској царској морнарици. Поринут је 1925. као бојни крсташ, а касније је редизајниран.

## План и изградња
Јапански носач авиона Акаги био је друга јединица планиране класе Амаги, која је требало да укључује четири бојна крсташа (Амаги, Акаги, Атаго и Такао) стандардног депласмана 40.000 тона и пуног 47.000 тона, наоружаних са десет топова калибра 410/45 mm и 16 топова калибра 140/50 mm. Били су пројектовани у склопу јапанског плана "8-8", који је укључивао градњу осам нових бојних бродова и осам бојних крсташа, чије је довршење било планирано за почетак 30-их година. 
У складу с одлукама Вашингтонске конференције из 1922. градња је прекинута, али су два брода класе Акаги могла бити довршена као носачи авиона стандардне истиснине 29.600 тона (и пуне 34.364 тоне), као одговор на америчке носаче УСС Лексингтон и УСС Саратога (такође преиначене од планираних бојних крсташа). Дебљина бочног оклопа смањена је с 254 mm на 152 mm, а дебљина оклопне палубе са 96,5 на 78,7 mm. Како би се боље распоредила тежина, оклопна палуба је постављена један степен ниже, а смањена је и висина оклопног појаса. У потресу 1923. Амаги је тешко оштећен на навозу бродоградилишта у Јокосуки и стога је исечен, а уместо њега је као носач авиона преиначен бојни брод Кага истоимене класе.
Акаги је поринут 22. априла 1925.

## Опис
Акаги је био налик британским носачима класе Курејџус. Имао је два хангара, постављена један изнад другог, и лифтове за авионе. Главна летна палуба протезала се на крмене четири петине дужине трупа, а авиони су могли полијетати и с двије краће прамчане палубе, доступне директно из хангара. Брод су брзином до 31 kn (57 km/h) покретале четири парне турбине укупне снаге 96.478,68 kW (131.200 КС). Дим је одвођен из ложишта димоводима који су завршавали на десном боку у два димњака: широком прамчаном нагнутом према морској површини и у ужем вертикалном крменом. На десном боку у нивоу главне летне палубе налазио се ниски заповедни мост. Тај носач је био наоружан са десет топова калибра 200/50 mm, четири у двије двоцевне куле на горњој прамчаној узлетној палуби, а шест у ниско постављеној крменој битници на боковима. Противваздушна битница укључивала је 12 топова калибра 127/45 mm у двоцијевним постољима и 22 ПЗ митраљеза. 
Током преиначења и осавремењења од 1935. до 1938. у Поморском арсеналу у Сасебу скинуте су двије кратке узлетне палубе и повећани хангари, главна летна палуба је продужена до прамца, а у средини трупа додат је трећи лифт за авионе. Високи заповедни мост постављен је на леви бок (чиме се Акаги разликовао од носача авиона других морнарица, чији су заповедни мостови били претежито на десном боку), а након 1938. задржан је само широки прамчани димњак, усмерен доље. Снага турбина повећана је на 97.974,11 kW (133.000 КС), а брзина је нарасла на 31,25 чв. Двоцевне прамчане куле с топовима калибра 200 mm су скинуте, али су крмени топови истог калибра ипак задржани, вероватно како би се побољшала стабилност брода, чији је стандардни депласман порастао на 36.500 тона, а највећи на 42.750 тона. 
Противваздушна битница укључивала је и 28 топова калибра 25 mm, који су замијенили ПЗ митраљезе. Акаги је првобитно укрцавао до 60 авиона, а након осувремења око 72 авиона (18 бомбардера Аичи Д1А, 36 бомбардера Јокосука Д4Y и 18 ловачких авиона Мицубиши А5М), и 19 причувних авиона у деловима. Ваздушна скупина је касније осавремењена и укрцавани су бомбардери Аичи Д3А, Накађима Б5Н и ловачки авиони Мицубиши А6М.

## Борбена историја
Након преиначења, Акаги је суделовао у рату против Кине, а током напада на Перл Харбор био је заставни брод вицеадмирала Нагума. Следио је низ подувата на Тихом и Индијском океану где су његови авиони суделовали у потапању британских тешких крстарица Девоншајр и Корнвал, носача авиона Хермес и у нападима на копнене мете. 
У бици код Мидвеја, авиони с америчког носача Ентерпрајз, су му 5. јуна 1942. нанели тешка оштећења, те су га сутрадан потопили јапански разарачи Арачи, Хагиказе, Маиказе и Новаке по наредби адмирала Јамамота. Погинуло је 263 људи на броду.